# Municipio de Hancock (Kansas)
El municipio de Hancock (en inglés: Hancock Township) es un municipio ubicado en el condado de Osborne en el estado estadounidense de Kansas. En el año 2010 tenía una población de 18 habitantes y una densidad poblacional de 0,19 personas por km².

## Geografía
El municipio de Hancock se encuentra ubicado en las coordenadas 39°21′33″N 98°39′17″O / 39.35917, -98.65472. Según la Oficina del Censo de los Estados Unidos, el municipio tiene una superficie total de 93.33 km², de la cual 93,1 km² corresponden a tierra firme y (0,24 %) 0,22 km² es agua.

## Demografía
Según el censo de 2010, había 18 personas residiendo en el municipio de Hancock. La densidad de población era de 0,19 hab./km². De los 18 habitantes, el municipio de Hancock estaba compuesto por el 100 % blancos. Del total de la población el 0 % eran hispanos o latinos de cualquier raza.